# Birkala
Birkala (finska: Pirkkala) är en kommun i landskapet Birkaland i Finland, 10 km sydväst om Tammerfors. 
Birkala har 20 206 invånare och har en yta på 104,04 km².
Birkala är enspråkigt finskt. I kommunen ligger Tammerfors-Birkala flygplats och den nya teknikparken Partola Business Park. I kommunen ligger del av en tätort: Tammerfors centraltätort.

## Administrativ historik
Kommunens namn ändrades 1 januari 1938 från Etelä-Pirkkala till Pirkkala.

## Politik

### Mandatfördelning i Birkala kommun, valen 1976–2021
| 6 | 12 | 2 | 4 |  | 10 |

| 6 | 13 |  |  | 2 | 12 |

| 5 | 11 | 2 |  | 2 | 14 |

| 5 | 11 | 2 |  | 2 | 14 |

| 5 | 11 | 2 | 4 | 2 | 2 | 9 |

| 4 | 10 | 4 | 3 | 2 | 12 |

| 4 | 9 | 6 | 2 | 3 |  | 10 |

| 3 | 10 | 6 |  | 3 |  | 11 |

| 21 | 14 |

| 3 | 10 | 7 |  |  | 3 | 2 | 16 |

| 25 | 18 |

| 3 | 11 | 6 | 4 | 3 |  | 15 |

| 25 | 18 |

| 2 | 12 | 7 | 3 | 3 | 2 | 14 |

| 22 | 21 |

|  | 10 | 5 | 6 | 4 | 2 | 15 |

| 24 | 19 |

### Vänorter
Birkalas vänorter är:
- Gladsaxe kommun i Danmark
- Ski kommun i Norge
- Solna kommun i Sverige
- Valjala i Estland

## Demografi

### Befolkningsutveckling
| Befolkningsutvecklingen i Birkala kommun 1975–2020                                                           | Befolkningsutvecklingen i Birkala kommun 1975–2020 | Befolkningsutvecklingen i Birkala kommun 1975–2020 | Befolkningsutvecklingen i Birkala kommun 1975–2020 | Befolkningsutvecklingen i Birkala kommun 1975–2020 |
| --- | -------------------------------------------------- | -------------------------------------------------- | -------------------------------------------------- | -------------------------------------------------- |
| |                                                    |                                                    |                                                    |                                                    |
| År |                                                    |                                                    | Folkmängd                                          |                                                    |
| 1975 | 1975                                               |                                                    | 8 515                                              |                                                    |
| 1980 | 1980                                               |                                                    | 9 634                                              |                                                    |
| 1985 | 1985                                               |                                                    | 10 723                                             |                                                    |
| 1990 | 1990                                               |                                                    | 11 409                                             |                                                    |
| 1995 | 1995                                               |                                                    | 11 723                                             |                                                    |
| 2000 | 2000                                               |                                                    | 12 736                                             |                                                    |
| 2005 | 2005                                               |                                                    | 14 875                                             |                                                    |
| 2010 | 2010                                               |                                                    | 17 237                                             |                                                    |
| 2015 | 2015                                               |                                                    | 18 913                                             |                                                    |
| 2020 | 2020                                               |                                                    | 19 803                                             |                                                    |
| Anm: Uppgifterna avser förhållandena den 31 december nämnda år enligt områdesindelningen den 1 januari 2022. |                                                    |                                                    |                                                    |                                                    |

## Kända personer från Birkala
Den ekonomiske skriftställaren Pehr Adrian Gadd föddes 1727 i Birkala.